# چاقو در پشت
چاقو در پشت نمایشنامه‌ای است از بهرام بیضایی، نوشته به سالِ ۱۳۷۳.

## نخستین نمایش
چاقو در پشت نخستین بار به سالِ ۱۳۷۸ به کارگردانیِ دخترِ نویسنده، نیلوفر، با نامِ مستعارِ «کاوه اسماعیلی» به جای «بهرام بیضایی»، در آلمان به نمایش درآمد.